# Marian Schultz
Marian Schultz vel Marian Szulc (ur. 2 lipca 1891 w Luchowie, zm. 17 stycznia 1960 w Poznaniu) – major piechoty Wojska Polskiego.

## Życiorys
Urodził się 2 lipca 1891 Luchowie, w rodzinie Franciszka i Apolonii z domu Stypa. Został absolwentem Seminarium Nauczycielskiego w Kcyni. 16 lutego 1912 zdał egzamin nauczycielski.
Odbył roczną służbę wojskową w Armii Cesarstwa Niemieckiego, po czym został wysłany na kurs aspirantów wojskowych w Biedrusku. Po wybuchu I wojny światowej został powołany do armii pruskiej. Brał udział w walkach frontowych, od lipca do września 1914 w szeregach 47 pułku piechoty, a od lipca 1916 do listopada 1918 w szeregach 7 pułku piechoty. Dosłużył się stopnia podporucznika.
W trakcie powstania wielkopolskiego był organizatorem batalionu jutrosińskiego od 14 stycznia 1919. Brał udział w walkach. Po zakończeniu I wojny światowej i odzyskaniu przez Polskę niepodległości został przyjęty do Wojska Polskiego. Został zweryfikowany do stopnia porucznika 3 czerwca 1919 ze starszeństwem z dniem 1 kwietnia 1919 i przydzielony do 11 pułku strzelców wielkopolskich. Od 29 lipca 1919 był dowódcą kompanii w Wielkopolskiej Szkole Oficerskiej, od lutego 1920 dowódcą kompanii w Wielkopolskiej Szkole Podchorążych Piechoty w Bydgoszczy. W grudniu 1919 został awansowany do stopnia kapitana piechoty ze starszeństwem z dniem 1 czerwca 1919. W 1923 był pełniącym obowiązki dowódcy I batalionu w 59 pułku piechoty wielkopolskiej w Inowrocławiu. Został awansowany do stopnia majora piechoty ze starszeństwem z dniem 15 sierpnia 1924. W tym stopniu w 1924 był dowódcą II batalionu w 62 pułku piechoty w Bydgoszczy. Jako oficer tej jednostki w 1928 był przydzielony do Korpusu Kadetów Nr 3 w Rawiczu na stanowisko dowódcy batalionu. W marcu 1932 został przeniesiony z 43 pułku piechoty w Dubnie do 2 pułku strzelców podhalańskich w Sanoku na stanowisko kwatermistrza. W kwietniu 1934 został przeniesiony do 61 pułku piechoty w Bydgoszczy na stanowisko dowódcy batalionu. W sierpniu 1935 został przesunięty na stanowisko kwatermistrza. W 1938 zajmowane przez niego stanowisko otrzymało nazwę „II zastępca dowódcy pułku”. Służbę na tym stanowisku pełnił w kolejnym roku.
Po wybuchu II wojny światowej był kwatermistrzem Ośrodka Zapasowego 15 Dywizji Piechoty. 9 września 1939 został wzięty do niewoli przez Niemców. Był osadzony w Oflagu VII A Murnau do 29 kwietnia 1945.
Zdemobilizowany 22 września 1945, powrócił do Polski. Był ofiarą prześladowań ze strony władz komunistycznych PRL, przebywał w więzieniu. Później zrehabilitowany. Był zatrudniony w Wielkopolskiej Izbie Rolniczej.
Zmarł 17 stycznia 1960 w Poznaniu i został pochowany na Cmentarzu Junikowo (pole 13 kwatera 2-7-241).

## Ordery i odznaczenia
- Krzyż Niepodległości (25 lipca 1933)[18][19][3]
- Złoty Krzyż Zasługi (22 grudnia 1928)[20][21]
- Medal Pamiątkowy za Wojnę 1918–1921
- Medal Dziesięciolecia Odzyskanej Niepodległości
- Wielkopolski Krzyż Powstańczy (6 grudnia 1957)[22]